# Вернешти (Арђеш)
Вернешти (рум. Vernești) насеље је у Румунији у округу Арђеш у општини Ваља Данулуј. Oпштина се налази на надморској висини од 528 m.

## Становништво
Према подацима из 2002. године у насељу је живело 692 становника, од којих су сви румунске националности.